# Sheila Kuehl

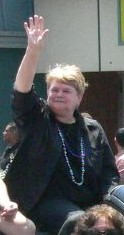
Sheila Kuehl

Sheila James Kuehl (* 9. Februar 1941 in Tulsa, Oklahoma) ist eine US-amerikanische Politikerin und Schauspielerin.

## Leben
In ihrer Kindheit war Kuehl bereits als Kinderstar in verschiedenen Fernsehrollen zu sehen. Sie spielte die Tochter Jackie von Stuart Erwin in der Fernsehshow Trouble With Father. In den 1960er Jahren stellte sie die Zelda Gilroy in der Fernsehshow The Many Loves of Dobie Gillis dar. Nach dem Ende ihrer Schauspielkarriere begann Kuehl in den 1970er Jahren ein Studium der Rechtswissenschaften. Sie studierte an der UCLA (B.A.) und an der Harvard Law School (J.D.).
Kuehl wurde Mitglied der Demokratischen Partei. 1994 gelang ihr erstmals der Einzug als Abgeordnete in die California State Assembly, dem sie bis 2000 angehörte. Kuehl war die erste offen homosexuelle Abgeordnete im Unterhaus des Parlaments von Kalifornien. 2000 wurde sie dann in den Senat von Kalifornien gewählt, wo sie bis 2008 verblieb. Ihre Nachfolgerin im Senat wurde 2008 Fran Pavley.
Kuehl lebt in Santa Monica.

## Werke (Auswahl)
- Safe At School: Addressing the School Environment and LGBT Safety through Policy and Legislation (gemeinschaftlich)